# 현익철
현익철(玄益哲, 1890년 평안북도 박천 ~ 1938년 창사 남목청)은 일제강점기의 대한민국의 독립 운동가이다.

## 생애

### 망명과 독립투쟁
1919년 3.1 운동 이후에 만주로 망명했다. 그곳에서 남만주의 한인자치기관인 한족회에 가입했고 1921년에 일본경찰에 체포되어 3년 동안 복역한 뒤에 1924년 다시 만주로 망명하였다.
같은 해에 전만통일의회주비회에 참석하고 1925년 1월에 결성된 정의부에 참여했다. 1926년 4월에는 양기탁, 고할신, 현정경, 이규풍, 최소수, 김봉국, 이동구 등과 함께 고려혁명당을 결성했다. 1927년에 고려혁명당이 와해되자 민족유일당 운동에 적극 참여했다.
1931년 자금교섭문제로 중국 펑톈에 갔다가 8월 31일 일본경찰에 다시 체포되어 신의주에서 7년 형을 선고받고 복역 중에 국외로 도망쳐 만주를 거쳐 상하이로 갔다. 1937년 4월에 난징에서 조선혁명당을 다시 재건하고 후에 중일 전쟁으로 중국 국민당이 충칭으로 남하하자 중국 후난성 창사로 남하했다.

### 최후
그러나 1938년 5월에 한국국민당, 조선혁명당, 한국독립당 등의 3당 통합문제 협의를 위해 창사 남목청에서 열린 회의에 김구와 함께 참석했다가 전 조선혁명당 간부 이운한의 저격으로 암살되었다.

## 사후
- 대한민국 정부는 그의 공훈을 기려 1962년 건국훈장 국민장을 추서하였다.
- 건국공로자 玄益哲(현익철)선생 추모회를 1962년 3월 31일 하오2시 서울 중구 북창동22 흥천교회당에서 거행[3]
- 보훈처 선정 2006년 9월 이달의 독립운동가 현익철 (玄益哲, 1890~1938)[깨진 링크(과거 내용 찾기)] : 자세한 생애가 나옴.

## 같이 보기
- 조선혁명당 (1929년)
- 정의부
- 국민부